# 96. п. н. е.

## Смрти
- Птолемеј Апион